# ダグ・カーン
ダグ・カーン（Doug Carn、1948年7月14日 - ）は、アメリカ合衆国のジャズ・ミュージシャン。アブドゥル・ラヒーム・イブラヒム（Abdul Rahim Ibrahim）というムスリム名でも知られる。

## 略歴
フロリダ州セントオーガスティン出身。1965年から1967年までジャクソンヴィル大学においてオーボエと作曲法を修め、その後はジョージア州立大学（現・ジョージア州立サヴァナ大学）において学業を終えた。セイラ・ジーン・パーキンスと結婚して二人でブラック・ジャズ・レコードから数枚のアルバムを発表する（ただし現在はセイラ・ジーンとは離婚している）。ルー・ドナルドソンやスタンリー・タレンタイン、アイリーン・リードと共演してきた。
闘鰐競技を行うクリス・ライトバーンや聖メアリー・バプテスト教会の牧師H.L.パターソンとともに、1978年に郷里セントオーガスティンにリンカンヴィル再生振興委員会（the Lincolnville Restoration and Development Commission）を設立し、翌年よりこの団体の企画と運営によって、例年リンカンヴィル文化祭（Lincolnville Festival）を開催している。この行事は現在まで旧市の主要な文化事業となっている。

## ディスコグラフィ

### リーダー・アルバム
- 『ダグ・カーン・トリオ』 - The Doug Carn Trio (1969年、Savoy)
- 『インファント・アイズ』 - Infant Eyes (1971年、Black Jazz)
- 『スピリット・オブ・ザ・ニュー・ランド』 - Spirit of the New Land (1972年、Black Jazz) ※with ジーン・カーン
- 『リヴェレーション』 - Revelation (1973年、Black Jazz) ※with ジーン・カーン
- 『アダムズ・アップル』 - Adam's Apple (1974年、Black Jazz)
- Higher Ground (1976年、Ovation) ※with ジーン・カーン。Black Jazz時代のコンピレーション
- 『アル・ラーマン! クライ・オブ・ザ・フロリディアン・トロピック・サン』 - Al Rahman! Cry of the Floridian Tropic Son (1977年、Tablighi) ※アブドゥル・ラヒーム・イブラヒム名義
- In A Mellow Tone (1995年、Lighthouse)
- The Best of Doug Carn (1996年、Universal Sound) ※Black Jazz時代のコンピレーション
- A New Incentive "Firm Roots" (2001年、Black Jazz)
- My Spirit (2015年、Doodlin') ※ライブ
- Free For All (2019年、Doodlin')
- Jazz Is Dead 5 (2020年、Jazz Is Dead) ※with エイドリアン・ヤング、アリ・シャヒード・ムハマド

### The Essence Allstars
- Bongobop (1997年、Hip Bop Essence)

### 参加アルバム
カルヴィン・キーズ
- Vertical Clearance (2005年)

シンディ・ブラックマン
- 『アナザー・ライフタイム』 - Another Lifetime (2010年)

カーティス・フラー
- Keep It Simple (2005年、Savant)

Intuit
- Intuit (2004年)

メルヴィン・ヴァン・ピーブルズ
- As Serious as a Heart-Attack (1974年)

ウォレス・ルーニー
- Home (2012年、HighNote)